# Усть-Чорнянська селищна територіальна громада
Усть-Чорнянська селищна громада — територіальна громада в Україні, у Тячівському районі Закарпатській області. Адміністративний центр — селище Усть-Чорна.
Площа громади — 648,9 км², населення — 6919 мешканців (2020).
Утворена 12 червня 2020 року шляхом об'єднання Усть-Чорнянської селищної, Лопухівської і Руськомокрянської сільських рад Тячівського району.

## Населені пункти
До складу громади входять 4 населених пунктів — 1 селище (Усть-Чорна) і 3 села:
- с. Брустури
- с. Німецька Мокра
- с. Руська Мокра